# Muffet McGraw
Ann O'Brien McGraw, detta Muffet (Pottsville, 5 dicembre 1955), è un'ex cestista e allenatrice di pallacanestro statunitense, membro del Naismith Memorial Basketball Hall of Fame dal 2017.

## Palmarès
- Campionato di pallacanestro femminile NCAA Division I: 2001, 2018
- Naismith Memorial Basketball Hall of Fame: 2017
- Women's Basketball Hall of Fame: 2011
- Naismith College Coach of the Year: 2001, 2013, 2014
- Associated Press College Basketball Coach of the Year: 2013, 2014, 2018
- Legends of Coaching Award: 2017